# Tình yêu hoán kiếp
Ruk Laek Pop (tên tiếng Thái: รักแลกภพ, tên tiếng Việt: Tình yêu hoán kiếp) là bộ phim truyền hình Thái Lan phát sóng vào năm 2020. Phim phát sóng trên kênh One 31 với sự tham gia của Thanapat Kawila, Wannarot Sonthichai, Anchasa Mongkhonsamai. Phim được phát song song trên ứng dụng FPT Play. Từ ngày 8/12/2021 phim được phát sóng chính thức trên kênh SCTV6 - FIM360.

## Nội dung
Phim xoay quanh chàng trai Pete (Film), một Influencer trẻ tuổi ở thế giới hiện đại năm 2020, vì bản tính tiêu xài hoang phí mà vỡ nợ. Một lần vô tình bị xuyên không trở về năm 1920, và gặp ông cụ cố Pian của mình thời còn trẻ, người có khuôn mặt giống hệt với anh. Để có thể trở về thế giới của mình, Pete cần sự giúp đỡ từ cụ cố của mình. Tuy nhiên, vấn đề càng trở nên hỗn loạn khi anh bị cuốn vào cuộc sống tình cảm của cụ mình, và phải lựa chọn đúng người bạn đời cho cụ mình. Nếu như anh lựa chọn sai thì rất có khả năng anh sẽ không còn tồn tại nữa. Bài học giá trị gì mà Pete sẽ được học ở thời đại xưa và làm cách nào Pete có thể trở lại thời hiện đại của mình?

## Diễn viên
| Nhân vật chính                                                 | Diễn viên                   |
| -------------------------------------------------------------- | --------------------------- |
| Piriya "Pete" Thanapitak (đời cháu) / Piang Thanapitak (cụ cố) | Thanapat Kawila             |
| Mae Wan                                                        | Wannarot Sonthichai         |
| Chompoonut Khakasin "Pink" / Pring                             | Anchasa Mongkhonsamai       |
| Wannee                                                         | Pantila Pansirithanachote   |
| Nhân vật phụ                                                   | Diễn viên                   |
| Dumgern                                                        | Nut Devahastin Na Ayutthaya |
| Darungjit                                                      | Siripon Yuktadatta          |
| Marquess Banakit Kosol                                         | Sarut Vichitrananda         |
| Khun Ying Mookda                                               | Sarocha Watitapun           |
| Jaja                                                           | Primorata Dejudom           |
| Pornsiri Thanapitak (bác Pete)                                 | Prima Ratchata              |
| Phra Phithak Thanakit / Sin Thanapak (ông Pian)                | Thanongsak Suphakan         |
| Khun Ying Paen Thanapak                                        | Parnlekha Wanmuang          |
| Chod                                                           | Wichai Jongprasitporn       |
| Chawin                                                         | Chitnarong Visessompark     |
| Chanchalard                                                    | Pattarapol Kantapoj         |
| Nikorn Jiwthong                                                | Teetatch Janyasirigoon      |
| Piti                                                           | Suparuek Bunyanan           |
| Nhân vật khách mời                                             | Diễn viên                   |
| Jao Sua Jew                                                    | Krit Atthaseri              |
| Prince of Nai Prom                                             | Tin Settachoke              |
| Prasit                                                         | Wattana Kumthorntip         |
| Bố của Darungjit                                               | Pongsanart Winsiri          |
| Prompt (bố Pian)                                               | Kunakorn Kirdpan            |
| Jao Khor Pu                                                    | Kluay Chernyim              |
| Bố của Pink                                                    | Surasak Chaiat              |
| Mẹ của Chawin                                                  | Sirinuch Petchurai          |
| Nang Im                                                        | Patchanok Iamsa-Ard         |
| Nang Leuan                                                     | Moleewan Phantharak         |
| Luang Wisit                                                    | Sril Sukhum                 |
| Đại tá Teerachai Chodtrakul                                    | Jirawat Wachirasarunpat     |
| Patchara Thanapitak (bố Pete)                                  | Kittipol Ketmanee           |
| Mae Wan (hồi già)                                              | Nam-Nguen Boonnak           |

## Ca khúc nhạc phim
- กลางหัวใจ / Glaang Hua Jai - Aek The Golden Song
- โลกสีชมพู / Lohk See Chompoo - Season Five